# Cristatogobius gobioides
Cristatogobius gobioides es una especie de peces de la familia de los Gobiidae en el orden de los Perciformes.

## Morfología
Los machos pueden llegar a alcanzar los 10 cm de longitud total.

## Hábitat
Es un pez de clima subtropical y demersal.

## Distribución geográfica
Se encuentra en el Pacífico occidental: desde Queensland hasta la costa central de Nueva Gales del Sur (Australia ).

## Observaciones
Es inofensivo para los humanos. 